# Luci del circo
Luci del circo (Rain or Shine) è un film del 1930, diretto da Frank Capra.